# Jason Batty
Jason Batty (* 23. März 1971 in Auckland) ist ein ehemaliger neuseeländischer Fußballtorwart und heutiger Torwarttrainer des US-amerikanischen Proficlubs San José Earthquakes. Außerdem war er für die Neuseeländische Fußballnationalmannschaft aktiv.

## Karriere
Als Jugendspieler gehörte Batty bis 1989 der Mannschaft von Norwich City aus England an. 1997 spielte er in der amerikanischen Profiliga bei den Albuquerque Geckos, 1998 wechselte er nach Irland zu Bohemians Dublin, für die er bis Ende 1998 viermal auflief. Im Januar 1999 wechselte er nach Singapur zu Geylang United, für die er bis zum Jahresende spielte. Anschließend unterschrieb Batty einen Vertrag bei Auckland Football Kingz in seinem Heimatland. 2000 kehrte er nach England zurück und spielte bei Grimsby Town für vier Monate, im Februar 2001 ging er zu Scunthorpe United, im Juli des gleichen Jahres folgte mit Stalybridge Celtic schließlich seine letzte Station in England. Von 2002 bis 2005 stand er noch zwischen den Pfosten des neuseeländischen Clubs Caversham AFC, ehe er seine Karriere beendete.
Für die Nationalmannschaft Neuseelands absolvierte Batty 47 Spiele. 1998 und 2002 konnte er den OFC-Nationen-Pokal gewinnen, 2000 stand er außerdem im Finale des Wettbewerbes. Außerdem nahm er an den Konföderationen-Pokal-Wettbewerben 1999 und 2003 teil.
Nach seinem Karriereende begann Batty seine Trainerkarriere als Torwarttrainer am Dartmouth College in den USA und bei Texas Premier SC. Aktuell ist er Torwarttrainer bei den San José Earthquakes in der US-amerikanischen ersten Liga.

## Erfolge
- OFC-Nationen-Pokalsieger 1998, 2002